# Darskowo, Drawsko County
Darskowo [darsˈkɔvɔ] (tiếng Đức: Friedrichsdorf) là một ngôi làng thuộc khu hành chính của Gmina Złocieniec, thuộc quận Drawsko, West Pomeranian Voivodeship, ở phía tây bắc Ba Lan. Nó nằm khoảng 5 kilômét (3 mi) phía tây Złocieniec, 10 km (6 mi) về phía đông của Drawsko Pomorskie và 92 km (57 mi) về phía đông của thủ đô khu vực Szczecin.
Ngôi làng có dân số 340 người.

## Cư dân đáng chú ý
- Joachim Müncheberg (1918-1943), phi công Luftwaffe